# 사도군

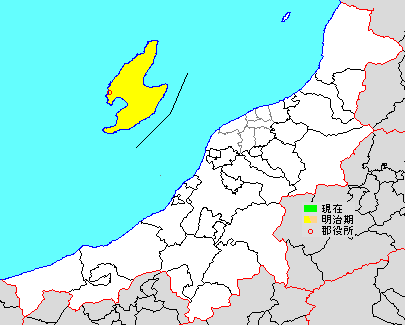
니가타현 사도군의 범위

사도군(佐渡郡)은 니가타현에 설치되었던 군이다. 2004년 3월 1일, 료쓰시와 사도군의 9개 정촌이 합병하여 사도시가 발족하면서 소멸하였다.

## 군역
1896년 군이 출범할 당시의 군역은 현재의 사도시에 해당한다.

## 역사
- 1896년 4월 1일 - 군제 시행으로 사와타군·하모치군·가모군의 구역을 합쳐 사도군이 발족. 전역이 현 사도시.(7정 51촌)
  - 구 사와타군(4정 16촌) - 아이카와정(相川町), 후타미촌(二見村), 사와네마치촌(沢根町村), 이카리정(五十里町), 가와하라다정(川原田町), 야하타촌(八幡村), 니쿠촌(二宮村), 노다촌(野田村), 가나자와촌(金沢村), 히라이즈미촌(平泉村), 구니나카촌(国中村), 하타노촌(畑野村), 오구라촌(小倉村), 구리노에촌(栗野江村), 산구촌(三宮村), 가나마루촌(金丸村), 신정(新町), 마노촌(真野村), 가나이즈미촌(金泉村), 기타미촌(北海村)
  - 구 하모치군(1정 13촌) - 고이가우라촌(恋ヶ浦村), 오후세촌(小布勢村), 가메노세촌(亀ノ脊村), 미사키촌(岬村), 오기정(小木町), 하모치혼고촌(羽茂本郷村), 오하시촌(大橋村), 센주촌(千手村), 가와모촌(川茂村), 마우라촌(真浦村), 아카도마리촌(赤泊村), 도쿠와촌(徳和村), 미카와촌(三川村), 마쓰가사키촌(松ヶ崎村)
  - 구 가모군(2정 22촌) - 요시이촌(吉井村), 나가에촌(長江村), 아키쓰촌(秋津村), 다노사와촌(田野沢村), 가타가미촌(潟上村), 쇼묘지촌(正明寺村), 나가우네촌(長畝村), 니보촌(新穂村), 오노촌(大野村), 이와쿠비촌(岩首村), 스이즈촌(水津村), 도미오카촌(富岡村), 가와사키촌(河崎村), 메이지촌(明治村), 아가타촌(吾潟村), 미나토정(湊町), 에비스정(夷町), 가모우타시로촌(加茂歌代村), 우메즈촌(梅津村), 하요시촌(羽吉村), 우치우라촌(内浦村), 우치카이후촌(内海府村), 소토카이후촌(外海府村), 다카치촌(高千村)
- 1897년 1월 1일 - 니가타현에 군제 시행.
- 1898년 9월 9일 - 가와하라다정(川原田町)이 개칭하여 가와하라다정(河原田町)이 됨..
- 1901년 11월 1일 - 아래의 정촌이 신설합병으로 통합되다.(5정 22촌)
  - 료쓰정(両津町) ← 에비스정·미나토정·가모우타시로촌［일부］
  - 가모촌(加茂村) ← 우메즈촌·하요시촌·우치우라촌·가모우타시로촌［잔여부］
  - 가와사키촌 ← 메이지촌·가와사키촌·도미오카촌·아가타촌
  - 요시이촌 ← 요시이촌·아키쓰촌·나가에촌
  - 아이카와정 ← 아이카와정·후타미촌·가나이즈미촌［下相川］
  - 가나이즈미촌 ← 가나이즈미촌［小川·姫津·北狄］·기타미촌［戸地·戸中］
  - 다카치촌 ← 다카치촌·기타미촌［南片辺·北片辺·石花·後尾］
  - 사와네정(沢根町) ← 이카리정·사와네마치촌
  - 가나자와촌 ← 가나자와촌·히라이즈미촌
  - 니보촌 ← 니보촌·오노촌·나가우네촌·가타가미촌·다노사와촌·쇼묘지촌·구니나카촌［皆川·舟下］
  - 하타노촌 ← 하타노촌·오구라촌·구리노에촌·산구촌·구니나카촌［目黒町］
  - 마노촌 ← 마노촌·고이가우라촌·가나마루촌·신정·가와모촌［下黒山·静平］
  - 아카도마리촌 ← 아카도마리촌·마우라촌·도쿠와촌·미카와촌·가와모촌［上川茂·下川茂·外山］
  - 니시미카와촌(西三川村) ← 오후세촌·가메노세촌
  - 오기정 ← 오기정·미사키촌
  - 하모치촌(羽茂村) ← 센주촌·하모치혼고촌·오하시촌
- 1902년 4월 1일 - 니쿠촌·노다촌이 합병하여, 새로이 니쿠촌이 발족.(5정 21촌)
- 1951년 1월 1일 - 마노촌이 정제 시행으로 마노정(真野町)이 됨.(6정 20촌)
- 1954년
  - 3월 31일 - 아이카와정·가나이즈미촌·후타미촌이 합병하여, 새로이 아이카와정이 발족.(6정 18촌)
  - 7월 20일 - 가와하라다정·사와네정·니쿠촌·야하타촌이 합병하여 사와타정(佐和田町)이 발족.(5정 16촌)
  - 11월 3일(4정 9촌)
    - 료쓰정·가모촌·가와사키촌·스이즈촌·이와쿠비촌·우치카이후촌 및 요시이촌의 일부가 합병하여 료쓰시(両津市)가 발족, 군에서 이탈.
    - 가나자와촌 및 요시이촌의 잔여부가 합병하여 가나이촌(金井村)이 발족.
- 1955년 3월 31일(4정 7촌)
  - 마노정 및 니시미카와촌의 일부가 합병하여, 새로이 마노정이 발족.
  - 하모치촌 및 니시미카와촌의 잔여부가 합병하여, 새로이 하모치촌이 발족.
  - 하타노촌·마쓰가사키촌이 합병하여, 새로이 하타노촌이 발족.
- 1956년 9월 30일 - 아이카와정·다카치촌·소토카이후촌이 합병하여, 새로이 아이카와정이 발족.(4정 5촌)
- 1957년 11월 3일 - 아이카와정의 일부가 료쓰시에 편입.
- 1960년 11월 3일(6정 3촌)
  - 가나이촌이 정제 시행으로 가나이정(金井町)이 됨.
  - 하타노촌이 정제 시행으로 하타노정(畑野町)이 됨.
- 1961년 4월 1일 - 하모치촌이 정제 시행으로 하모치정(羽茂町)이 됨.(7정 2촌)
- 2004년 3월 1일 - 아이카와정·사와타정·가나이정·니보촌·하타노정·마노정·오기정·하모치정·아카도마리촌이 료쓰시와 합병하여 사도시(佐渡市)가 발족, 사도군은 소멸되었다. 니가타현에서 1896년 군이 재편된 이후, 처음으로 군이 소멸하였다.